# Acalypha engleri
Acalypha engleri é uma espécie de flor do gênero Acalypha, pertencente à família Euphorbiaceae.